# Heinz Berggruen
Pour les articles homonymes, voir Berggruen.

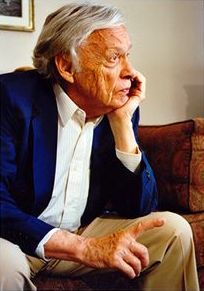
Heinz Berggruen en 2002.

Heinz Berggruen, né le 6 janvier 1914 à Berlin et mort le 23 février 2007 à Neuilly-sur-Seine, est un journaliste, collectionneur, galeriste et marchand d'art allemand.

## Biographie
Né en 1914 dans une famille juive à Berlin,,, Heinz Berggruen suit des études de lettres et d'histoire de l'art à l'université de Grenoble puis à celle de Toulouse, avant de s'essayer au journalisme, en collaborant à la Frankfurter Zeitung.
Il s'exile en 1936 aux États-Unis, en Californie. Il ne revient en Allemagne qu'à la fin de la guerre, en tant que citoyen américain. 
En 1947, il s'installe à Paris où, après avoir déniché un album de dessins de Toulouse-Lautrec. Il ouvre une galerie place Dauphine, sur l'île de la Cité. André Breton, Paul Éluard, Tristan Tzara servent bientôt d'intermédiaires auprès des artistes. 
Heinz Berggruen acquiert une renommée internationale dans le domaine de l'estampe, notamment après avoir organisé la première exposition de gravures de Paul Klee, en 1950, et celle des « papiers découpés » de Matisse en 1953. 
Il est aussi un proche de Picasso, qui lui fait cadeau d'un travail préparatoire à son célèbre tableau Les Demoiselles d'Avignon, ainsi que d'un tirage dédicacé de la gravure Minautoromachie (1936), qui préfigure par son atmosphère et par les personnages représentés, le futur Guernica. 
Son activité de galeriste lui permet de réunir une riche collection d'art moderne, à commencer par les Klee et les Picasso qu'il a accumulés par dizaines.
Sa dernière galerie parisienne était située rue de l'Université. Il meurt le 23 février 2007 à Neuilly-sur-Seine,.

### Famille
Marié à l'actrice allemande Bettina Moissi (en), il est le père de Nicolas Berggruen et d'Olivier Berggruen (en).

## Le musée Berggruen
En 1996, Berggruen retourne vivre à Berlin, sa ville natale. Il emporte avec lui sa collection dont il fait don à l'État allemand en 2000. 
Le musée Berggruen, situé en face du château de Charlottenbourg, est aujourd'hui la propriété de son fils Nicolas Berggruen et regroupe de nombreuses œuvres de Pablo Picasso, Paul Klee, Henri Matisse ou encore Alberto Giacometti.

## Publications
- J'étais mon meilleur client : souvenirs d'un marchand d'art, trad. de l'allemand par Laurent Muhleisen, Paris, L'Arche, 1997  (ISBN 2-85181-392-7)
- Cours du soir en démocratie : avec huit reproductions en couleurs de tableaux de Paul Klee de la collection Berggruen, trad. de l'allemand par Odile Demange, Paris, Les Éd. Noir sur blanc, 1999  (ISBN 2-88250-084-X)
- Qui était Juan Népomucène Ruiz ? : souvenirs en bribes, trad. de l'allemand par Jean Torrent, Paris, Christian Bourgois, 2002  (ISBN 2-267-01612-5)
- Mon premier Picasso et autres petits détails longtemps cachés, traduit de l'allemand par Louis-Charles Sirjacq, Paris, L'Arche, 2006  (ISBN 2-85181-625-X)

## Documentation
Une partie des archives de la maison Berggruen est conservée à l'Institut national d'histoire de l'art.